# ولایت معمورةالعزیز
ولایت معمورةالعزیز (ترکی عثمانی: معمورة العزیز ولایتی، ارمنی: Խարբերդի վիլայեթ) یا ولایت خارپوت یکی از ولایت‌های امپراتوری عثمانی در اواخر سدهٔ نوزدهم و اوایل سدهٔ بیستم میلادی بود. معمورةالعزیز یکی از شش ولایت ارمنی‌نشین قلمرو عثمانی به‌شمار می‌آمد. محدودهٔ این ولایت بین رودهای فرات و مراد و در شمال غرب ولایت سیواس قرار داشت.